# Ариго Саки
Ариго Саки (итал. Arrigo Sacchi; Фузињано, 1. април 1946) бивши је италијански фудбалски тренер.

## Биографија
Ариго Саки је име стекао водећи екипу Парме средином 80-их година, када је клуб из Емилије напредовао кроз рангове такмичења до Серије А, а 1987. године прешао је у Милан.
Екипа Милана у којој је играо холандски трио Марко ван Бастен, Руд Гулит и Франк Рајкард, а коју је са клупе водио Саки освојила је титуле европских клупских првака 1989. и 1990. године, а била је и шампион Италије.
Са репрезентацијом Италије Саки је стигао до финала Светског првенства 1994. године, у којем су на пенале поражени од Бразила. Европско првенство 1996. године Италије је завршила после првог круга такмичења, па је Саки поднео оставку.

## Трофеји

### Клупски
Парма
- Серија Ц1 (1): 1985/86.

Милан
- Серија А (1): 1987/88.
- Суперкуп Италије (1): 1988.
- УЕФА Лига шампиона (2): 1988/89, 1989/90.
- УЕФА суперкуп (2): 1989, 1990.
- Интерконтинентални куп (2): 1989, 1990.

### Репрезентативни
Италија
- Светско првенство — вицешампион (1): 1994.